# New Day (Alicia Keys)
New Day è il secondo singolo estratto dal quinto album di Alicia Keys, Girl on Fire, pubblicato il 13 marzo 2013 nelle stazioni radiofoniche francesi. Nel resto del mondo è stato pubblicato il 1º maggio 2013, in concomitanza con la pubblicazione del video musicale.